# Tonnenmast
Als Tonnenmast bezeichnet man eine Bauform von Masten für elektrische Freileitungen.
Ein Tonnenmast zeichnet sich dadurch aus, dass er drei Traversen besitzt, von denen die mittlere die größte Spannweite aufweist. Das führt zu einem tonnenförmigen Profil der Leitung. Die Spannweiten der oberen und der unteren Traverse sind häufig gleich; die untere kann jedoch auch breiter sein als die obere, um den Leiterseilen genügend Abstand zum sich nach unten verbreiternden Mast-Rumpf zu lassen. Im Vergleich zu Donaumasten kommen Tonnenmaste mit einer geringen Trassenbreite aus, sind aber höher.
In Deutschland sind Tonnenmasten nicht oft anzutreffen, weil hier bevorzugt der Donaumast eingesetzt wird. In anderen Ländern sind sie dagegen häufig, beispielsweise ist er die Standardbauform im National Grid, dem Höchstspannungsnetz Großbritanniens.
Eine Sonderform ist ein Tonnenmast mit mehreren Stromkreisen jeweils in Einebenenanordnung, wobei die Leiterseile eines Stromkreises in einer Ebene angebracht sind. Solche Tonnenmasten tragen dann bis zu sechs Drehstromkreise auf ihren drei Traversen.

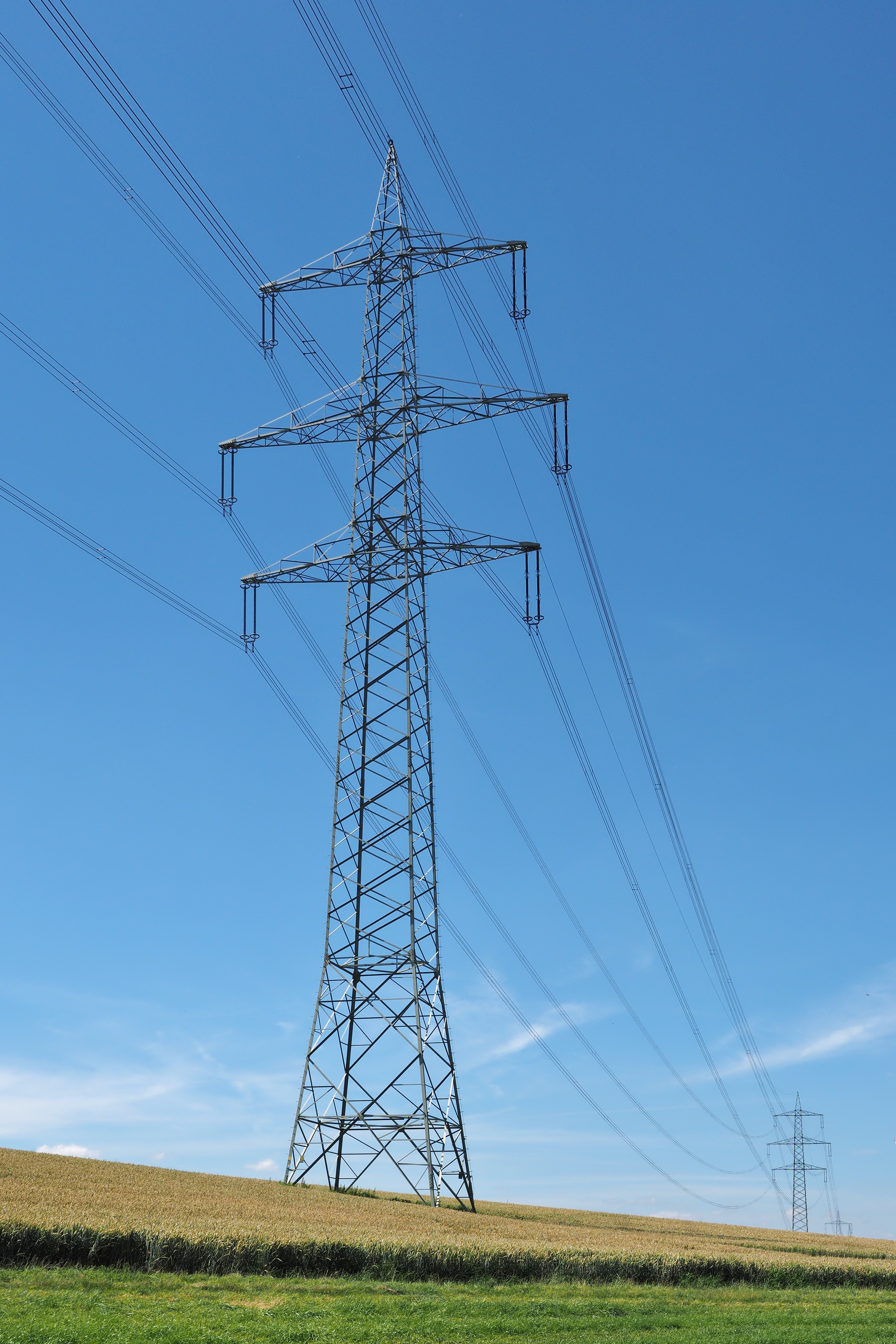
Tonnenmast der 380-kV-Leitung Bl. 4127 der Amprion GmbH bei Kirberg
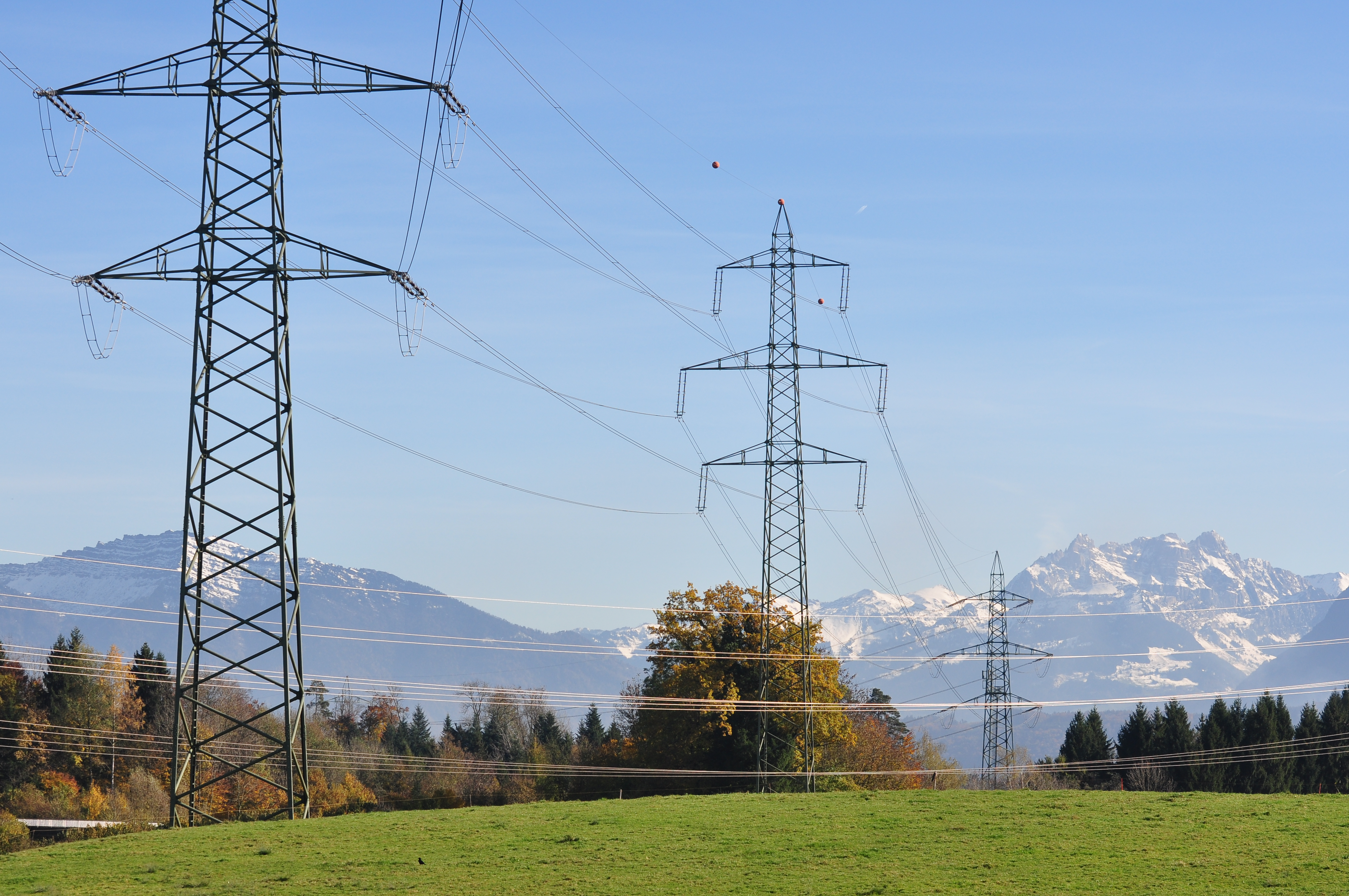
Die 380-kV-Leitung Sils-Fällanden an Tonnenmasten bei Bubikon
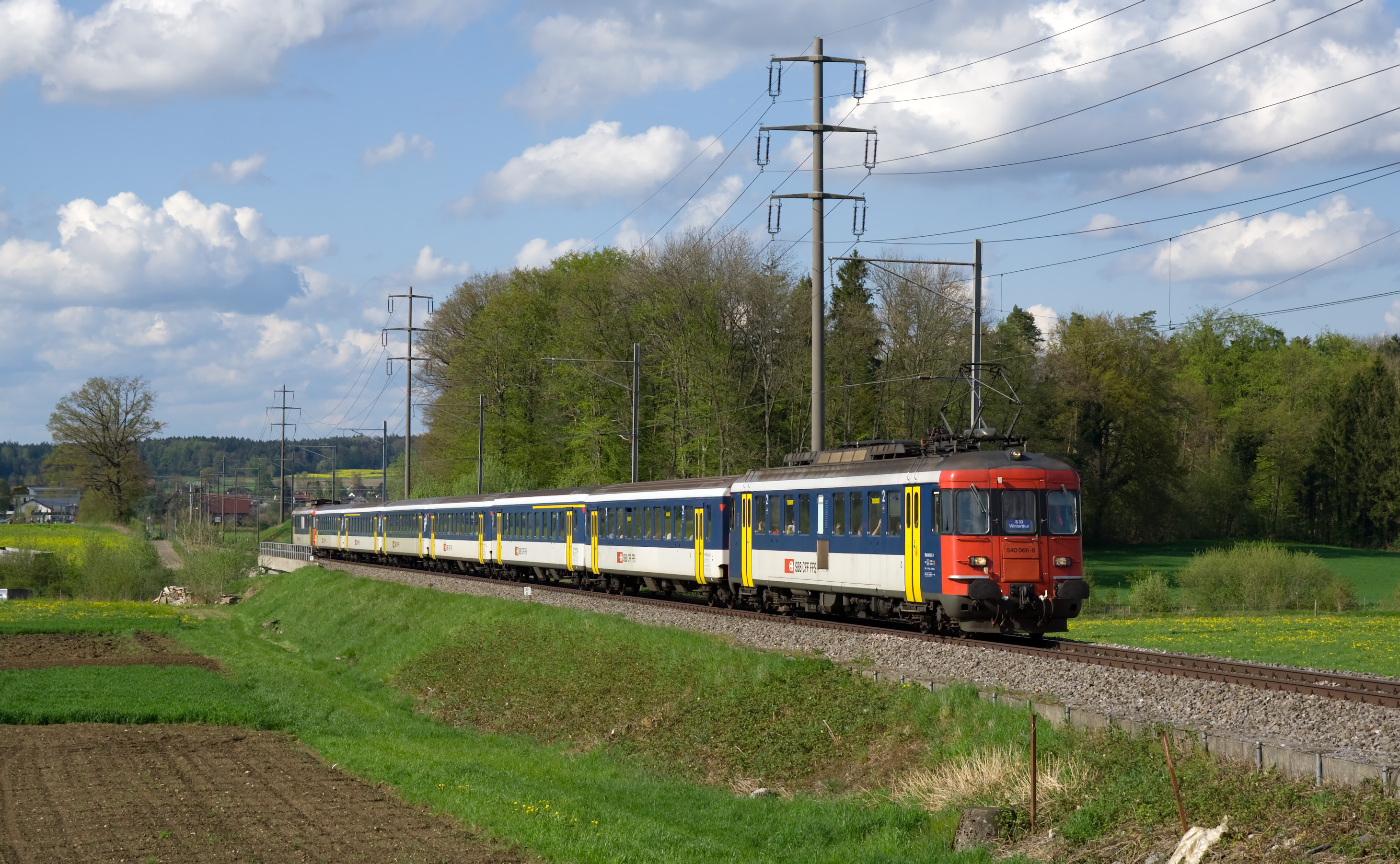
Eine auf Beton-Tonnenmasten verlegte Mittelspannungsleitung verläuft parallel zu einer Eisenbahnlinie der SBB.
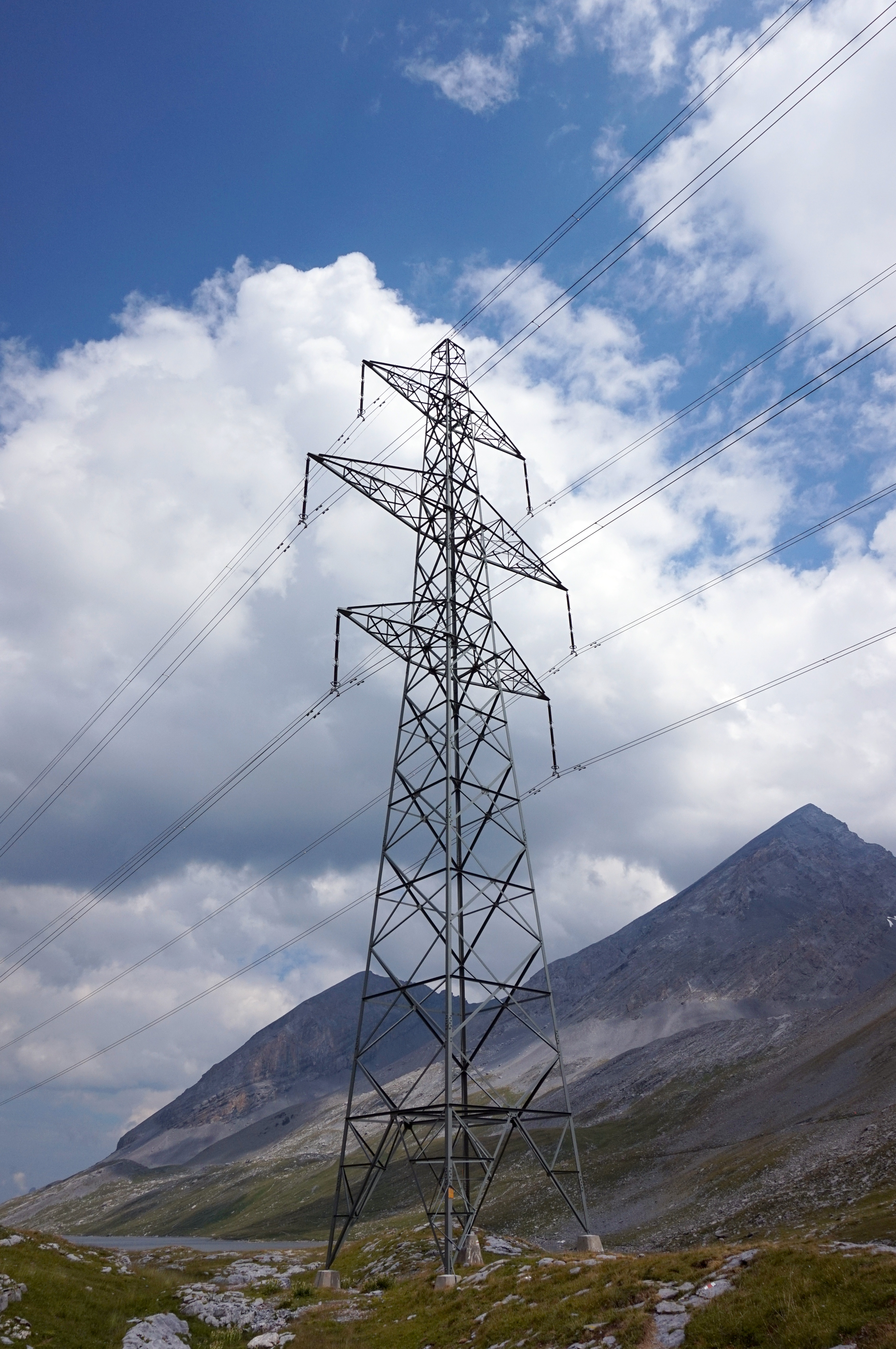
Tonnenmast der Gemmileitung
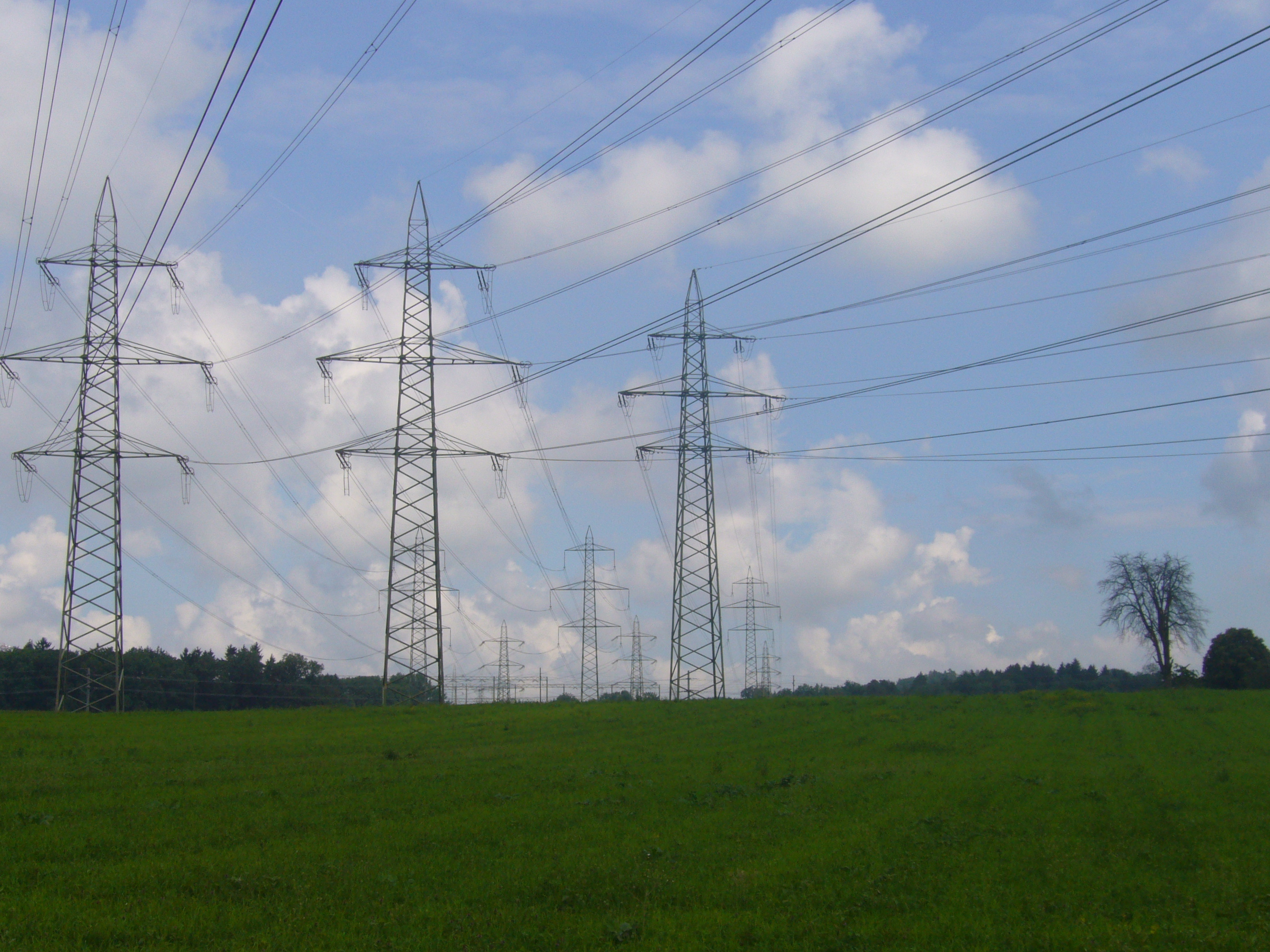
380- und 220-kV-Tonnenmasten in typischer Bauweise der Axpo AG
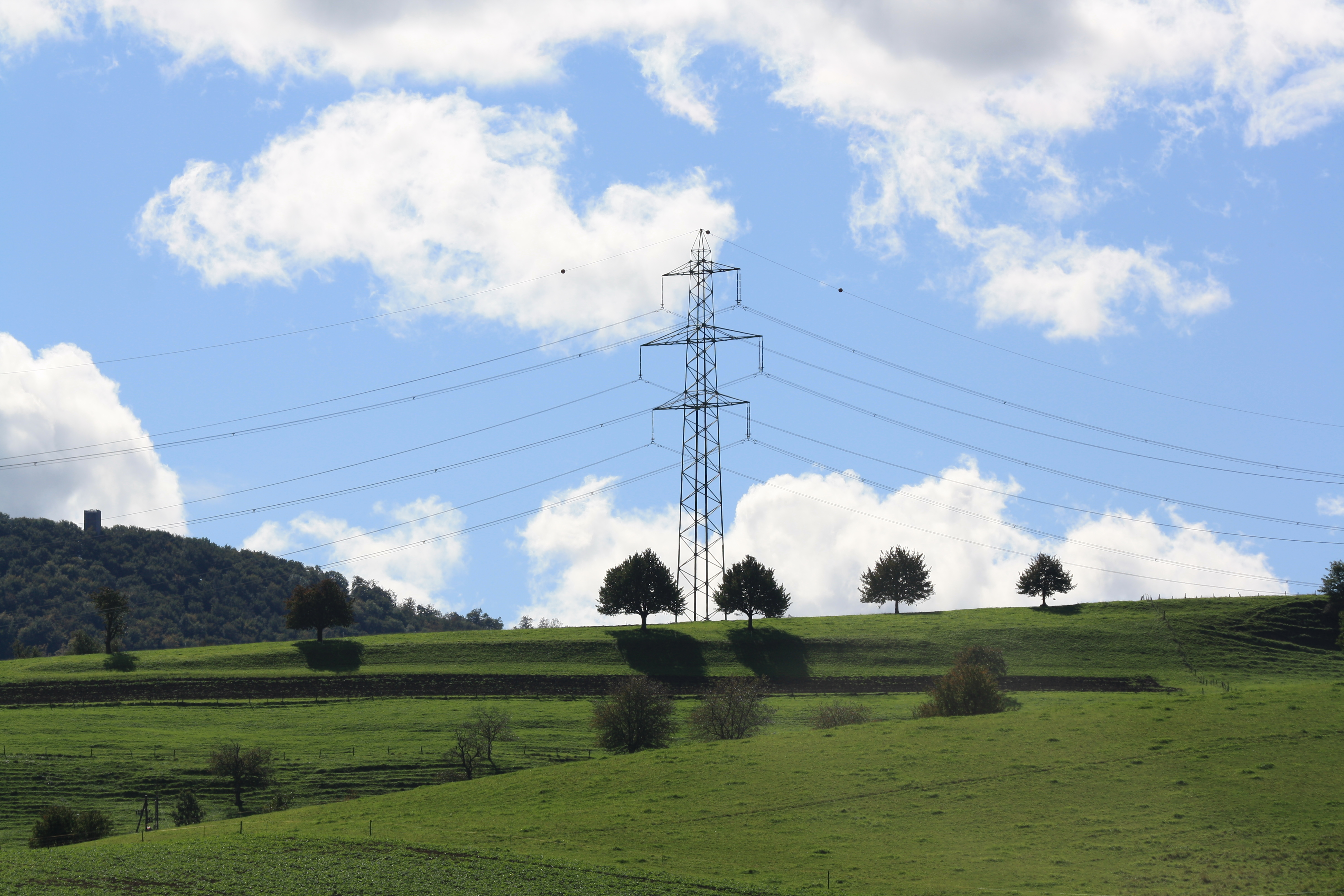
Tonnenmast der Axpo AG für 380 kV bei Gansingen
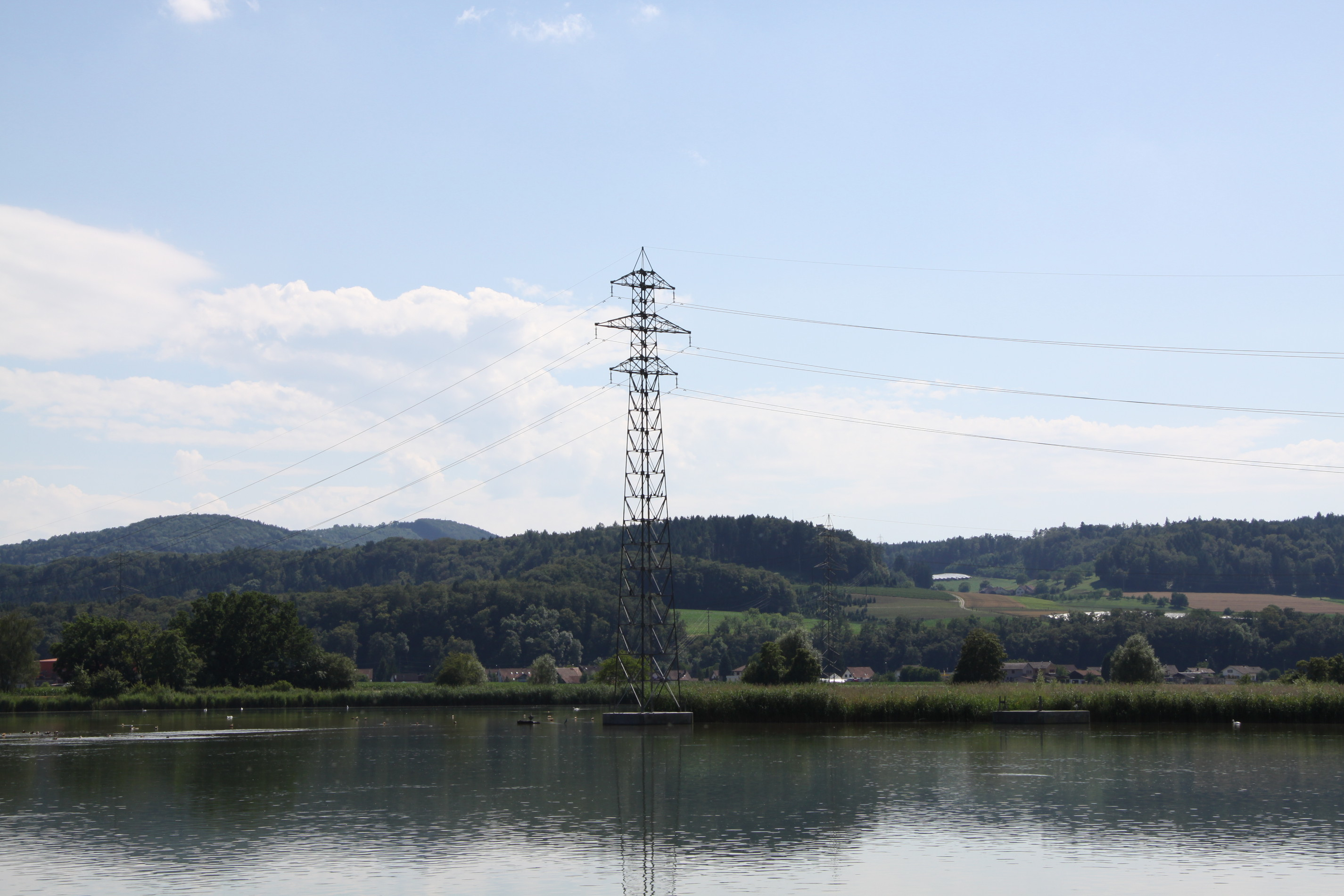
Eine Mittelspannungsleitung überquert den Klingnauer Stausee
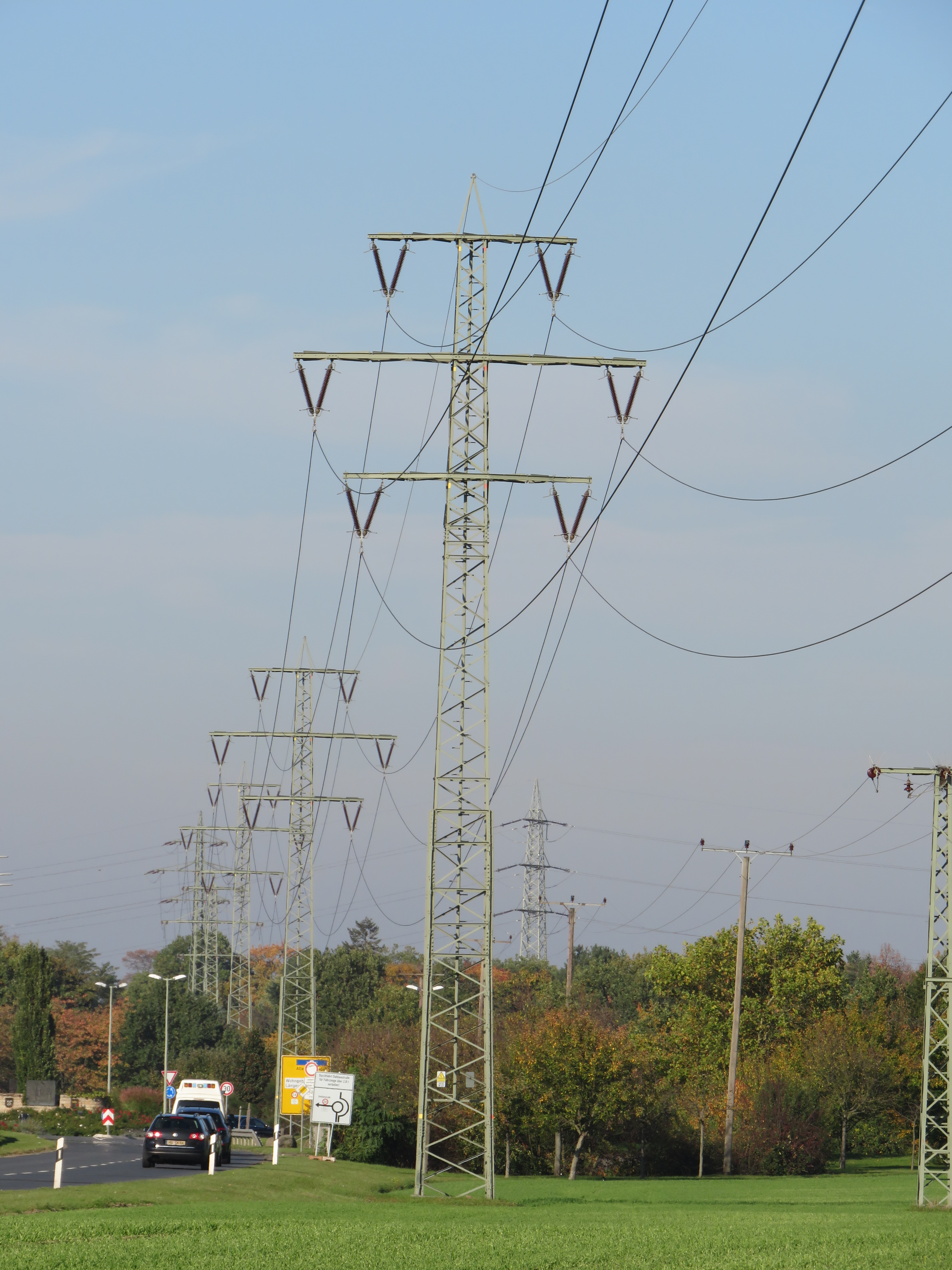
Ältere 110-kV-Leitung bei Kelsterbach
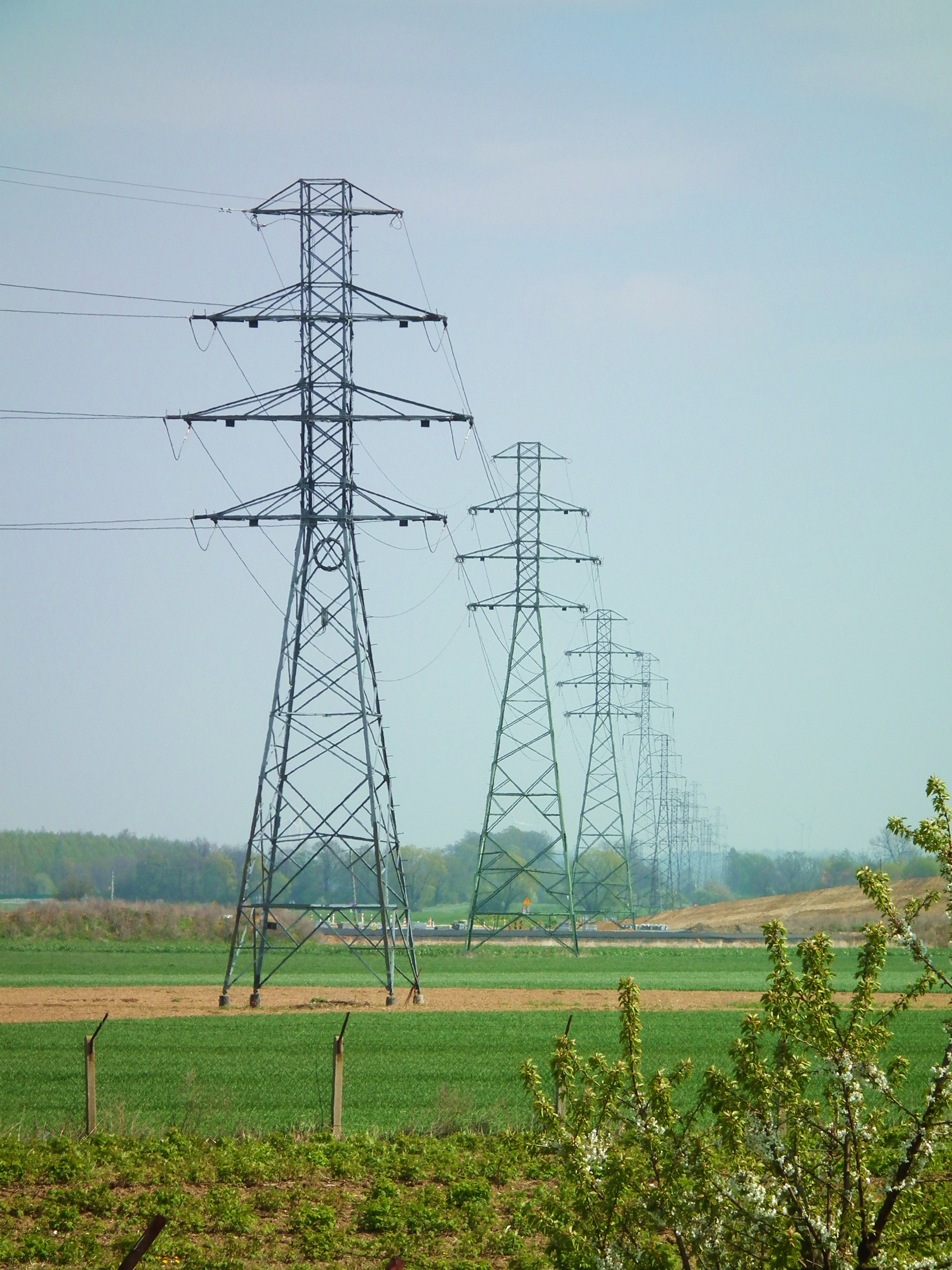
Typische 110-kV-Bauform des polnischen Netzes mit zusätzlicher Erdseiltraverse
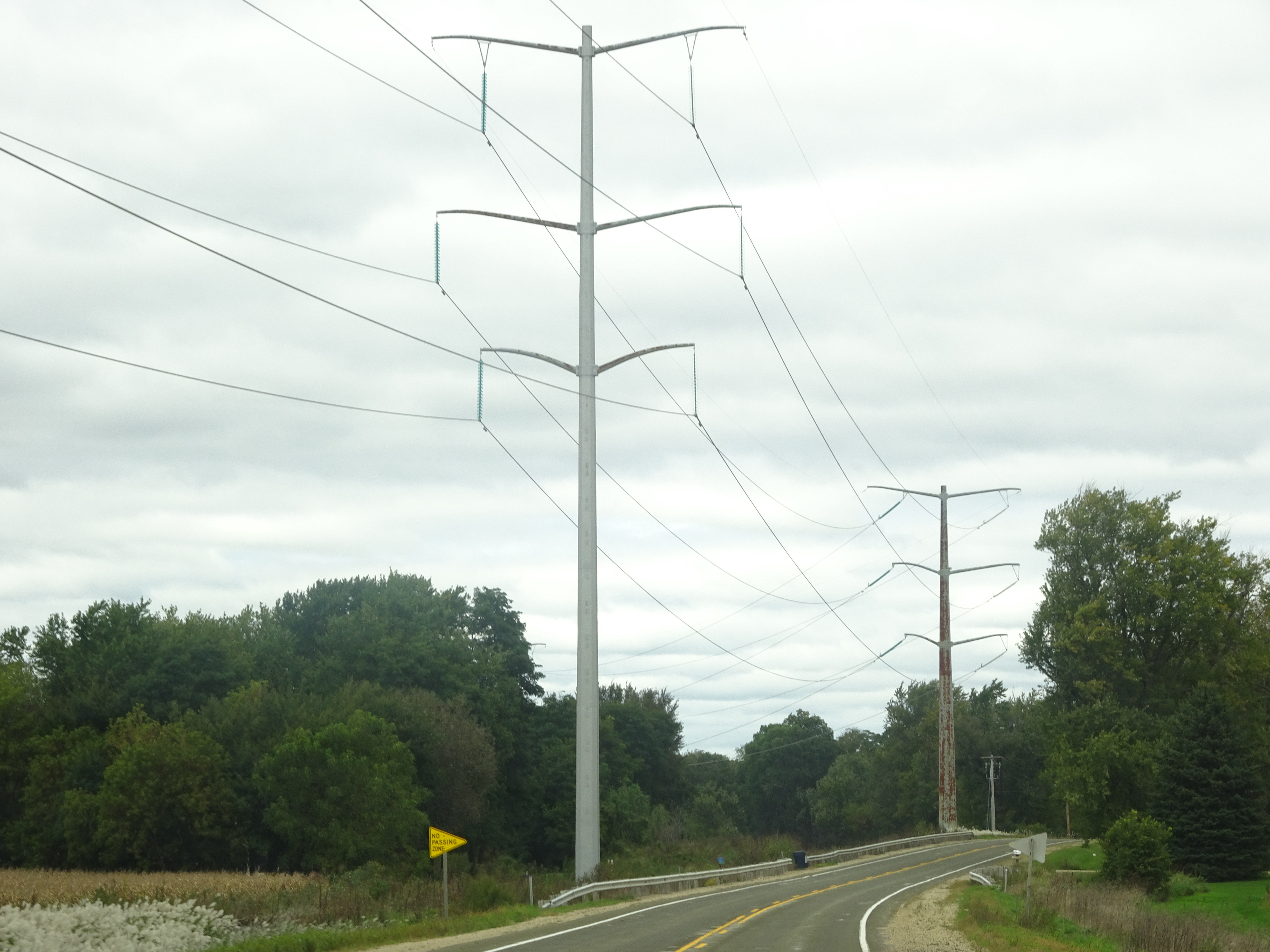
345-kV-Stahlrohrmast in Wisconsin